# Ruy Jobim Neto
Ruy Jobim Neto (Canoas, 22 de julho de 1965) é um cineasta, autor teatral e cartunista brasileiro, formado em Cinema pela ECA/USP, criador do personagem do Cão Jarbas.

## Quadrinhos
Ruy começou sua trajetória em fins da década de 1970 como cartunista colaborando com tiras cômicas e passatempos para suplementos infantis de jornais como "O Paraná" (de Cascavel, PR) e "A Tribuna" (Santos, SP). Publicou seus quadrinhos pela primeira vez na revista "Painel", de José Vicente Tezza, em Foz do Iguaçu (PR) em maio de 1976. Na infância, em Três Lagoas (MS), chegou a vencer dois concursos de desenho do personagem Pato Donald, de Walt Disney. Suas maiores influências foram Carl Barks, Hanna-Barbera, Johnny Hart, Brant Parker, Charles M. Schulz, Dik Browne e Mort Walker.
Forma-se em Cinema pela Escola de Comunicações e Artes da Universidade de São Paulo em 1989, ano em que criou o Cão Jarbas, personagem de tiras cômicas que iria ter uma carreira própria com livros ("Na Tigela com Jarbas", de 2002) e revistas bimestrais ("Brincadeiras do Jarbas", lançadas em novembro de 1996), com passatempos e tiras cômicas desenhados e escritos por Ruy Jobim Neto, com edições distribuídas nacionalmente pela DINAP, do Grupo Abril. A revista de passatempos completou 10 anos de bancas de revista em 2006.
Ainda na Faculdade, porém, Ruy edita - com Ney Pereira da Silva e Mylene Cyrino - a revista ""Agaquê, impressa em maio de 1986, com material de autores como Salvador Messina, Flávio Calazans e Spacca, tendo sido citada no livro "A História das Histórias em Quadrinhos", do pesquisador Álvaro de Moya, no mesmo ano. De 1996 a 2000, ministrou aulas de Histórias em Quadrinhos em entidades como a Secretaria Municipal de Cultura de São Paulo, bem como as Oficinas Culturais Regionais da Secretaria de Estado da Cultura de São Paulo e Senac (em Santos, SP e Recife, PE). Em 2017, na galeria Friendly Talents, na cidade portuguesa de Leiria, ministrou oficina de BD (Bandas Desenhadas). Foi também professor de Interpretação para Locução de Rádio, no Senac de Santos, SP, entre 1996 e 2000.
Em 2005 foram lançados, pela Editora Bentivegna, os quatro volumes da coleção "Heróis do Brasil", com os temas "Santos-Dumont", "Zumbi", "Guararapes" e "O Padre Voador".
Em 2007, com o cartunista Sergio Morettini, a cantora Anfélica Chelist e o maestro Gerson Grünblatt,  Ruy realizou o show sobre trivias cinematográficas e trilhas sonoras "Cinema Volume 1 - Lado A", no Villaggio Café, ainda no bairro do Bexiga, em São Paulo. O cartunista também escreveu crítica de Cinema e Vídeo para a extinta revista Cinemin, da EBAL (RJ) e para vários jornais ao mesmo tempo. Atualmente, escreve matérias diversas com certa regularidade para o site Bigorna, de Eloyr Pacheco e Humberto Yashima, onde tem coluna sobre Cinema de Animação.
Participou da edição de 2008 do Salão de Humor de Piracicaba como jurado de seleção de caricaturas, cartuns e charges. Neste mesmo ano, Ruy abandona definitivamente os quadrinhos, as tiras cômicas e o humor gráfico para se dedicar à escrita de textos teatrais e ao cinema.

## Teatro
Suas primeiras incursões teatrais datam de 1994, quando Ruy Jobim neto entra para o PAC (Projeto Artes Cênicas), grupo teatral de Edson Martins e Ubirajara Mohana e fez parte do elenco na montagem de "Escola de Mulheres", de Molière, neste mesmo ano. Em setembro, participou de esquete cômica no SBT, no Programa "Show de Calouros", onde contracenou com o ator Cláudio Mamberti. No ano seguinte, faria parte do elenco da peça infantil "O Enigma dos Turins", com texto e direção de Edson Martins, na qual obteve indicação a Melhor Ator Coadjuvante pelo Mapa Cultural Paulista 1995.
Com os atores Márcia Marly, Héliton Souza e Rodrigo Oliveira (depois entrando André Luís Marinho, em substituição) fundou no Litoral Sul de São Paulo o Grupo DUZ4 de Teatro em 1998, que formou sua primeira turma de alunos-atores em agosto de 1999, no TPS número 5 do SESI, em Santos, com o espetáculo "Desato em um Ato", com dez cenas entre inéditas e clássicas do Teatro, sendo uma de cada autor.
Em 2008, a peça curta cômica "Virgens à Deriva" foi encenada na cidade de Santo Ângelo, RS, pela Troupe Encena, sob direção de Juliani Borchardt e também em Portugal, na cidade de Porto de Mós, pelo Grupo Trupêgo, em dezembro de 2008, sob direção de Antonio Almeida, tendo no elenco os atores Estela Ribeiro, Inês Lourenço e Daniel Pereira. A peça foi também montada em 2009 por Zeudi Souza, em Manaus, Amazonas.
Outro texto seu, Ao Primeiro que Viu a Maré, é traduzido para o inglês ("The Boy who Caught the Tide") e encenado em Londres, no CASA Latin American Theatre Festival, com direção de Gäel Le Cornec, em outubro de 2011.
Em maio de 2012, estreia a montagem mineira de Do Claustro, sob direção de Fernando Couto e Caio César, produção de Roberto Freitas e tendo no elenco as atrizes Mariana Lobato e Lorena Jamarino, no palco do SESI-Holcim, em Belo Horizonte. A peça também cumpriu temporada, em junho, no palco do SESC-Palladium, também na capital mineira..
Em dezembro de 2012, foi realizada a leitura dramática do texto Lourenço, na sede Luz do Pessoal do Faroeste, em São Paulo, sob a direção de Paulo Faria, tendo no elenco Lui Strassburger, Rejane Arruda e Beto Magnani.
Em janeiro de 2013, a peça cumpriu temporada no Museu de Arte da Pampulha,  durante a 39.ª. Campanha de Popularização do Teatro e Dança, em Belo Horizonte.
Em 17 de julho de 2013, a montagem de "Do Claustro" foi laureada com o Prêmio Usiminas/Sinparc de Melhor Texto de Teatro Adulto (Ruy Jobim Neto) e indicada aos prêmios de Melhor Atriz (Mariana Lobato) e Melhor Atriz Coadjuvante (Lorena Jamarino), no Teatro Bradesco, Belo Horizonte, Minas Gerais..
No ano seguinte, em 14 de maio de 2014, a VI Mostra de DUO da Escola de Teatro Tescom, de Santos, SP, exibe a montagem dirigida por Denise Braga para a peça "Ao Primeiro que Viu a Maré", tendo no elenco os atores Henrique Ribeiro e Val Nascimento. O espetáculo ganhou terceiro lugar no festival.
Em julho de 2015, a Gréa Produções & Eventos, de Belo Horizonte, estreia, sob a direção de Fernando Couto e Caio Cezar, a produção de "Baú de Mim", no palco do Teatro do Sesi Holcim, tendo no elenco Nadiana Carvalho e Guilherme Amâncio...
Em 2017, o Grupo Trupêgo de Teatro, de Porto de Mós, volta, quase dez anos depois de "Virgens à Deriva" a um texto de Ruy Jobim Neto, desta vez com o drama "Olhar para o Sol", que estreou no Cine-Teatro de Porto de Mós, contando na plateia com a presença do autor, para a apresentação de 24 de abril, nas comemorações portuguesas do 25 de Abril. No palco, estavam os atores António Alves e Carla Valinho, interpretando respectivamente pai e filha, o astrônomo italiano Galileu Galilei e sua favorita Maria Celeste. No apoio de cena, estavam também Lisete Mamede e Fernanda Santos. Encenação e cenografia de António Almeida. O espetáculo voltou a palco, desta vez em Leiria, no dia 14 de junho, no espaço do grupo O Nariz Teatro.

### Montagens teatrais
Houve montagens de seus textos por grupos teatrais em diversos pontos do Brasil e Portugal como, por exemplo:
1. As encenações de Mateus Saron, diretor da Cia Teatral Palco, de Itabuna, Bahia, em junho de 2015 para as peças "Virgens à Deriva" e "Sombras da Ouvidor".
3. No final de 2019 e início de 2020, o ator sergipano Ivo Adnil percorre vários estados do Nordeste brasileiro com a montagem da peça "De Canoa e de Rede", com direção de Cícero Vieira. A peça percorreu teatros e espaços cênicos no Maranhão, Piauí, Sergipe e Paraíba.
4. O grupo piauiense Cia Teatral Jovens em Cena (Cotjoc) montou "Virgens à Deriva", sob direção de Arimateia Bispo, tendo no elenco Andressa Santos, Janá Silva e Nanda Souza, com figurinos de Bid Lima e fotos de Wagner Santos. A peça estreou no mês de agosto, no FestLuso - Festival Internacional de Teatro Lusófono, no ano de 2022, em Teresina, Piauí. No ano seguinte, é a vez da peça "Maria Vai", que estreia em 2023 e, no ano seguinte, em janeiro de 2024, também sob direção de Arimateia Bispo, vence a atriz Janá Silva, na categoria Melhor Atriz (categoria Monólogos), na 11a. edição do Festival Nacional de Teatro, em Floriano, tendo sido exibida como espetáculo de abertura, no dia 24/01/2024.
5. Em 21 de junho de 2010, foi lida a peça Lourenço, na programação do projeto Letras em Cena, no MASP, na capital paulista, sob direção de Lucianno Maza, com os atores Nelson Baskerville, Rachel Ripani e Fabiano Medeiros. No dia seguinte, estreou no SESC Consolação, em São Paulo,  a peça Do Claustro, em sua segunda montagem, sob a direção de Filipe Peña, adaptação de Claudio Cabral, tendo no elenco as atrizes Luana Nunes e Nataly Cavalcanti, com direção musical de Rhode Mark e iluminação de Davi de Brito, com temporada até o dia 14 de julho).
6. Em 26 de maio de 2019, o encenador Terê Andrade leva o texto "Descasos Indeléveis" ao palco da SP Escola de Teatro, na Praça Roosevelt, em São Paulo, tendo no elenco a atriz Domingas Santa Cruz e o ator Márcio Marchetti.
7. O monólogo "Maria Vai" - sob direção de Arimateia Bispo e interpretado por Janá Silva, da Cia. Cotjoc (Cia. de Teatro Jovens em Cena), de Teresina, Piauí - foi indicada a cinco categorias (Texto, Espetáculo, Atriz, Iluminação e Sonoplastia) e  em 23 de março de 2024 vence em três categorias na 6a. edição do Troféu Em Cena (Melhor Espetáculo, Melhor Atriz - Janá Silva - e Melhor Texto - Ruy Jobim Neto). O evento aconteceu no palco do Theatro 4 de Setembro, em Teresina. 

## Cia. Mestremundo de Histórias
O Grupo DUZ4 de Teatro foi o embrião da futura Cia. Mestremundo de Histórias, trazida para São Paulo quando Ruy Jobim Neto se mudou para a capital paulista. Os trabalhos continuaram e a Cia. Mestremundo de Histórias recebeu o seu nome definitivo graças a uma conversa de táxi, onde o motorista disse a seguinte frase: "E a gente aprende muito com esse mestre mundo".
Estreia a peça curta cômica "Virgens à Deriva", apresentada pela primeira vez em 24 de março de 2007, no Espaço dos Parlapatões, em São Paulo, SP, com concepção cênica do autor, tendo Vanessa Morelli, Débora Aoni e Fernanda Sophia no elenco, com música original composta pelo maestro romeno Gerson Grünblatt e figurinos de Katia Niman.
Neste mesmo ano, é levado ao ar, pela internet, o blog oficial da Cia. Mestremundo de Histórias, tendo a colaboração das atrizes Carolina Mesquita, Vanessa Morelli e Débora Aoni.
Em 2008 produziu, para a Cia. Mestremundo de Histórias, a peça "Do Claustro" (com Débora Aoni e Carolina Mesquita, sob direção de Eduardo Sofiati), um drama de época com inspiração na trajetória do poeta barroco Gregório de Matos e nas emoções da irmã Mariana Alcoforado, autora de "As Cartas Portuguesas". A peça, de sua autoria, estreou em 17 de janeiro de 2008 no Espaço dos Satyros1, em São Paulo, SP. "Do Claustro" viaja para o Festival de Teatro de Curitiba, PR, em março de 2008 e em abril se apresentou na sede da Cia. de Teatro Contemporâneo, em Botafogo, no Rio de Janeiro, RJ.
A peça teve música original composta pelo maestro Gerson Grünblatt, figurinos de Ray Lopes, cenotécnica de Nilton Ruiz, iluminação de Eduardo Sofiati, além da consultoria histórica de Laís Viena de Souza e a assistência de direção de Vanessa Morelli.
Ainda em outubro de 2008, nas Satyrianas, foram encenadas três peças curtas de sua autoria: "Sobre o teu Corpo e Duvidei" (com Débora Aoni e Vanessa Morelli sob direção de Ricardo Corrêa), "Andares Acima" (com Amanda Banffy e Renata Becker sob direção de Carol Guedes) e "De Eterno Flerte, Adoro Ver-te" (direção do próprio autor).
Em 28 de fevereiro de 2009, estreou em São Paulo no Teatro Coletivo a peça infantil escrita por Ruy Jobim Neto "Bem Longe da Traçalândia" (produção de Aline Valencio para a Cia. de Teatro Pirilampo, tendo no elenco as atrizes Aline Valencio e Luana Nunes sob direção de Claudio Cabrera. A peça, que agora tem em seu novo elenco as atrizes Aline Carcellé e Luana Nunes, apresentou-se dentro da programação do Fringe, no Festival de Teatro de Curitiba, em março de 2009.
Em janeiro de 2009, recebe o Prêmio Estímulo da Secretaria de Estado da Cultura de São Paulo, dentro do edital "Novos Textos de Dramaturgia para Teatro" para escrever uma peça de época intitulada Lourenço, no gênero drama.
Em 1 de novembro de 2009, durante as Satyrianas 2009, no Teatro do Ator (na Praça Roosevelt, Centro de São Paulo, SP), estreou, pela Cia. Mestremundo de Histórias, a peça teatral Dois para o Saguão, sob direção de Filipe Peña, com Adriana Cubas e Claudio Cabral no elenco.
Sua peça infantil Bem Longe da Traçalândia, dirigida por Claudio Cabrera, estreia originalmente em 2009, no Teatro Coletivo (São Paulo/SP), participa do Festival de Curitiba no mesmo ano e faz apresentação nas Oficinas Oswald de Andrade (São Paulo), e reestreia no Teatro Commune, em São Paulo, em outubro de 2011.
Bem Longe da Traçalândia reestreia em Campinas, no Teatro da Livraria da Vila, no Shopping Galleria, em dezembro de 2012, com produção de Waldir Terence. A peça dobra temporada e faz o mês de janeiro de 2013 no mesmo teatro. Em maio de 2013, a peça infantil, novamente sob produção de Waldir Terence, cumpre temporada no teatro da Livraria da Vila, no Shopping JK Iguatemi, em São Paulo.

## Cinema
Para produzir o filme Horário de Meu Verão, foi criado, em abril de 2010, o braço audiovisual da Cia. Mestremundo de Histórias, em São Paulo. O filme, que conta com Renata Becker e Fernando Pivotto no elenco, teve roteiro e direção de Ruy Jobim Neto e foi exibido em setembro de 2011 na tela do Teatro Padre Bento, em Guarulhos.
Em janeiro de 2011, é rodado o curta-metragem Hyppólita, também com roteiro e direção de Ruy Jobim Neto, contando com a trilha sonora musical do compositor Jairo Cechin, o vocal de Lia Cordoni, a direção de fotografia e câmera de Tony D'Ciambra e o elenco formado por Amanda Banffy, Maurício Fülber e Roberto Borenstein.
Em maio de 2012, Ruy Jobim Neto roteiriza e dirige uma adaptação de seu conto homônimo de 1994, O Dia D E.J. Carvalho, tendo no elenco Ana Carina, Ruber Gonçalves, Mariana Hippertt, Ygor Fiori e Júlia Rosa. O curta teve direção de fotografia e câmera de Tony D'Ciambra e trilha sonora original de Jairo Cechin, montagem de Renan Silbar e produção de Diomédio Piskator para a Cumamuê Cinema.
Em dezembro de 2012, é filmado o curta Todo Dia é Dia de Ator, com argumento de Renata Sarmento, tendo no elenco Flávia Mariotto, Renato Velloni e Renata Sarmento. Direção de fotografia de Tony Ciambra, foto still de André Bogdan, som de Mario Dalcendio Jr., direção de arte de Caio Aguiar e Rafael Botta, produção de Renata Sarmento e Flavia Mariotto, co-produção de Diomédio Piskator.
Em janeiro de 2013, foi rodado o curta "Legendas", tendo no elenco Roberta Uhller e Ricardo Guimarães. Co-direção e roteiro.
Em fins de abril, Ruy filma Os Barcos da Terra, curta-metragem com Ruber Gonçalves e Priscila Abranches no elenco, filmado às margens do rio Assunguí, em Juquiá, SP. Na técnica, Tony Ciambra fez a direção de fotografia e câmera, o som de Mario Dalcendio Jr., a produção de Diomédio Piskator, fotos still de Franco Lino, assistência de direção de Cibele Marques, direção de arte, figurino e maquiagem de F. E. Kokocht e assistência de arte por Thiago Rizzo.
Em meados de 2014, é rodado o curta-metragem Cordata, com Ruber Gonçalves e Nathalia Kwast no elenco, filme que é parte integrante do longa-metragem em quinze episódios SP 015, produção de Diomédio Piskator para a Cumamuê Produções, de São Paulo.

### Filmar em Portugal
Em outubro de 2014, o curta-metragem "Hyppólita" é exibido em edição do ShortCutz XPress Viseu, na categoria de filme convidado. Na edição seguinte, Ruy vem a integrar, como convidado, o corpo de jurados da mostra de Viseu, que faz parte de uma rede europeia quinzenal de filmes dessa categoria.
Ruy escreve, dirige e edita  o documentário "Miniaturas" no final de 2017, em Leiria, na região de Leiria, Portugal, onde morou por um ano e dois meses. O filme versa sobre o artesão e miniaturista Luiz Cruz Oliveira, tendo no elenco a atriz Inês Valinho, como narradora e co-produtora. 

### Retorno ao Brasil
O cineasta é convidado a escrever o roteiro e dirigir o episódio "Olhos da Rua", para o longa-metragem "Sete Cidades e Uma Vila Inglesa", produzido pro Diomédio Piskator e Diaulas Ullysses para a Cumamuê Cinema, tendo Alcilene Evangelista como diretora de produção. 
As filmagens aconteceram em São Caetano do Sul, no Grande ABC, em São Paulo, em maio de 2019, tendo Claudio Cabrera como assistente de direção e contando, no elenco, com Ney Arucará, Aline Carcellé e Maria Rocha. O longa-metragem estreou em julho de 2022, com lançamento após a pandemia.

## Dramaturgia
- A Farsa dos Agudos - (comédia) - 1994
- De Eterno Flerte, Adoro Ver-te - (comédia) - 1994
- Bodas em Campos de Arroz - (comédia) - 1997
- Pelas Próprias Mãos - (comédia) - 1998
- Virgens à Deriva - (comédia) - 2007
- Do Claustro - (drama) - 2007
- Talhado Mundo - (comédia) - 2008
- Dos Muros da Cidade, Eu Vi Teus Olhos - (drama) - 2008
- Andares Acima - (drama) - 2008
- Sobre o Teu Corpo e Duvidei - (drama) - 2008
- Sombras da Ouvidor - (drama) - 2008
- Bem Longe da Traçalândia - (infantil) - 2008
- Ao Primeiro que Viu a Maré - (drama) - 2008
- Uma Brisa de Noite no Olhar - (drama) - 2008
- As Águas se Juntam no Céu de Anis - (drama) - 2008
- De Canoa e de Rede - (comédia dramática) - 2009
- Lourenço - (drama) - 2009
- Descasos Indeléveis - (comédia dramática) - 2009
- O Homem que Olhou para Cima - (comédia dramática) - 2009
- Exame - (comédia) - 2009
- O Mapa do Coração do Mundo - (drama) - 2009
- Dois para o Saguão - (comédia) - 2009
- Das Horas Cruas - (drama) - 2009
- Olhar para o Sol - (drama) - 2011
- Peabiru (drama) - 2012
- O Pai do Povo - (comédia) - 2013
- Baú de Mim - (drama) - 2015
- Maria Vai (monólogo, drama) - 2023
- Adio, Querida (monólogo, drama) - 2024

## Cinema
- Horário de Meu Verão - (drama) - 2010 (Brasil / color / 8min)
- Vivi Carmen (documentário) - 2010 (Brasil / color / 18min)
- Hyppólita - (drama) - 2011 (Brasil / P&B / 9min)
- O Dia D E.J. Carvalho - (drama) - 2012 (Brasil / color / 18min)
- Todo Dia é Dia de Ator - (comédia) - 2012 (Brasil / color / 15min)
- Legendas - (drama) - 2013 (Brasil / color / 8min)
- Os Barcos da Terra - (drama) - 2013 (Brasil / color / 12min)
- Cordata (comédia) - 2014 (Brasil / color / 5min), curta-metragem integrante do filme SP 015, com quinze diretores, 2014.
- Miniaturas (documentário) - 2017 (Portugal / color / 15 min)
- Olhos da Rua (comédia) - 2019 (Brasil / color / 15 min), episódio integrante do filme "Sete Cidades e Uma Vila Inglesa".

## Premiações
- 2009 - Prêmio Estímulo de Novos Textos de Dramaturgia para Teatro (conferido pela Secretaria de Estado da Cultura / SP) para escrever um drama de época intitulado Lourenço (Registrado na Biblioteca Nacional sob Nº 461.918 (23 de junho de 2009)).
- 2013 - Prêmio Usiminas/Sinparc de Melhor Texto Adulto para a montagem de "Do Claustro", direção de Fernando Couto e Caio Cezar, e indicações para Melhor Atriz (Mariana Lobato) e Melhor Atriz Coadjuvante (Lorena Jamarino). Em Belo Horizonte, Minas Gerais, 17 de julho de 2013, Teatro Bradesco.
- 2024 - Troféu Em Cena 2024 de Melhor Texto para "Maria Vai", montagem de Arimateia Bispo, com Janá Silva no elenco, produção da Cia. Jovens em Cena (Cotjoc), em 23 de março. Theatro 4 de Setembro, Teresina, Piauí.